# Sör-Gåssjön
Sör-Gåssjön är en sjö i Sollefteå kommun i Ångermanland och ingår i Ångermanälvens huvudavrinningsområde. Sjön är 16,2 meter djup, har en yta på 0,158 kvadratkilometer och befinner sig 250,1 meter över havet.

## Delavrinningsområde
Sör-Gåssjön ingår i det delavrinningsområde (700979-158426) som SMHI kallar för Mynnar i Ångermanälvens vattendragsyta. Medelhöjden är 214 meter över havet och ytan är 48,62 kvadratkilometer. Det finns inga avrinningsområden uppströms utan avrinningsområdet är högsta punkten. Paraån som avvattnar avrinningsområdet har biflödesordning 2, vilket innebär att vattnet flödar genom totalt 2 vattendrag innan det når havet efter 27 kilometer. Avrinningsområdet består mestadels av skog (85 procent). Avrinningsområdet har 0,76 kvadratkilometer vattenytor vilket ger det en sjöprocent på 1,6 procent.